# Perfect forward secrecy
Совершенная прямая секретность (англ. Perfect forward secrecy, PFS) — свойство некоторых протоколов согласования ключа, которое гарантирует, что сессионные ключи, полученные при помощи набора ключей долговременного пользования, не будут скомпрометированы при компрометации одного из долговременных ключей.
Термин Forward secrecy часто используется как синоним к perfect forward secrecy, но иногда между ними делается различие.
Совершенная прямая секретность (PFS) означает, что сеансовый ключ, генерируемый с использованием долговременных ключей, не будет скомпрометирован, если один или несколько из этих долговременных ключей будут скомпрометированы в будущем. Для сохранения совершенной прямой секретности ключ, используемый для шифрования передаваемых данных, не должен использоваться для получения каких-либо дополнительных ключей. Также, если ключ, используемый для шифрования передаваемых данных, был получен (derived) на базе какого-то ещё ключевого материала, этот материал не должен использоваться для получения каких-либо других ключей.

## История
Свойство PFS было предложено Диффи, van Oorschot и Wiener и относилось к протоколу STS, в котором ключами долговременного пользования являются закрытые ключи. PFS требует использования асимметричной криптографии и не может быть реализован исключительно при помощи симметричных криптоалгоритмов.
Термин PFS также применялся при описании аналогичного свойства в протоколах согласования ключей с аутентификацией по паролю, в которых ключом долговременного пользования является пароль, известный обеим сторонам.
Приложение Annex D.5.1 стандарта IEEE 1363—2000 описывает связанные свойства one-party forward secrecy и two-party forward secrecy различных стандартных схем согласования ключа.

## Протоколы
- PFS является опцией в протоколе IPsec (RFC 2412).
- SSH.
- Off-the-Record Messaging.
- TLS имеет поддержку подобных протоколов начиная с версии SSL 3.0[7][8]. На июнь 2016 года около 52 % веб-сайтов, доступных по протоколу HTTPS, использует PFS в случае, если протоколы поддерживаются браузерами[9]).

## Проблемы
При использовании PFS в TLS могут применяться TLS session tickets (RFC 5077) для возобновления зашифрованной сессии без повторного согласования ключей и без сохранения ключевой информации на сервере. При открытии первого соединения и создания ключей, сервер шифрует состояние соединения и передает его клиенту (в виде session ticket). Соответственно, при возобновлении соединения клиент посылает session ticket, содержащий в том числе сессионный ключ, обратно серверу. Сам ticket шифруется временным ключом (session ticket key), который хранится на сервере и должен распределяться по всем frontend-серверам, обрабатывающим SSL в кластеризованных решениях.. Таким образом, введение session ticket может нарушать PFS в случае компрометации временных серверных ключей, например, при их длительном хранении (OpenSSL, nginx, Apache по умолчанию хранят их в течение всего времени работы программы; популярные сайты используют ключ в течение нескольких часов, вплоть до суток). Сходная проблема существует и в TOR как минимум для одного слоя шифрования.
Некоторые реализации протоколов согласования ключей (DH) выбирают слишком слабые параметры группы на серверной стороне. Например, иногда используются поля вычетов по модулю с длиной 256 бит (отвергаются некоторыми веб-браузерами) или 512 бит (легко взламываются)